# Ulla Virtanen
Pour les articles homonymes, voir Virtanen.
Ulla Virtanen, née le 5 avril 1980 à Riihimäki, est une actrice, humoriste et improvisatrice finlandaise. De 2015 à 2017, elle a joué dans le talk-show EVEK talk show,, avec Niina Lahtinen et Veera Korhonen. Elle travaille également comme improvisatrice professionnelle dans Improvisaatioryhmä VSOP.
Ulla Virtanen a travaillé de 2011 à 2012 en tant que productrice et animateur de radio de Aamupojat de NRJ. Elle a été entendue dans YleX l'émission Suorana: Virtanen et comme invitée dans d'autres programmes YleX et Radio NRJ. Elle a travaillé dans l'émission de comédie TV2 Suorana: Kortesmäki pendant deux saisons.
Elle est diplômée de American Academy of Dramatic Arts (AADA) à New York et a étudié l'improvisation au Upright Citizens Brigade Theatre à New York et Los Angeles. Elle a également étudié la production de télévision et film pendant un an à l'Université de Westminster à Londres.
En 2008, elle a joué à la farce du Théâtre Riihimäki Puhtaana Käteen. Elle a été élue à la finale de la Revanche de l'année du club finlandais en 2011. En 2016, Ulla Virtanen a joué le rôle de pilote dans le monologue de George Brant, Grounded Siipirikko (traduit par Jyri Numminen).
Dans la série populaire ToosaTV, elle a joué plusieurs rôles différents avec Cristal Snow et NikoLa dans la production Ilta-Sanomat ainsi que la série télévisée Fox Finland.
Depuis 2016, Ulla Virtanen a également travaillé comme chroniqueuse pour le magazine Me Naiset,.

## Séries télévisées
| An   | Séries              | Rôle            |
| ---- | ------------------- | --------------- |
| 2012 | Suorana: Kortesmäki | comédien        |
| 2014 | Kimmo               | Feissari        |
| 2015 | Roba                | Sini Linden     |
| 2015 | Downshiftaajat      | Anne            |
| 2016 | ToosaTV             | plusieurs rôles |
| 2016 | Luottomies          | Ansa            |
| 2016 | EVEK Talk show      | comédien        |

## Films
| An   | Film / film de télévision | Rôle  |
| ---- | ------------------------- | ----- |
| 2016 | Karkkipäivä               | Äiti  |
| 2016 | Syli                      | Oona  |
| 2017 | Les dissidents            | Pirjo |